# Suíça Boémia
Suíça Boémia (em tcheco/checo:  České Švýcarsko; em alemão:  Böhmische Schweiz) é uma região pitoresca na Boémia, no noroeste da República Checa. Situa-se no lado checo das montanhas de arenito do Elba a norte de Děčín e de ambos os lados do rio Elba. Estende-se para leste pelos montes Lusacianos e para oeste até aos montes Metálicos. A sua maior elevação é Děčínský Sněžník com 726 m de altitude. Tem sido uma área protegida (como ChKO Labske Piskovce) desde 1972.
A região, ao longo da margem direita do Elba, converteu-se em parque nacional a 1 de janeiro de 2000, designado parque nacional da Suíça Boémia (em checo, Národní park České Švýcarsko). O parque nacional é adjacente ao Parque nacional da Suíça Saxã (Sächsische Schweiz) na Alemanha.

## Etimologia
O ceonceito de Suíça Boémia desenvolveu-se no século XVIII como extensão da Suíça saxã, a parte dos montes de arenito do Elba na Alemanha. O nome foi inspirado pelos artistas suíços Adrian Zingg e Anton Graff, porque a geografia do norte da Boémia lhes recordava a sua terra natal.
- Este artigo foi inicialmente traduzido, total ou parcialmente, do artigo da Wikipédia em alemão cujo título é «Böhmische Schweiz».